# David Strathairn
David Russell Strathairn (San Francisco, 26 de enero de 1949) es un actor estadounidense de cine, televisión y teatro. Por su trabajo ha sido candidato al premio Óscar.
Strathairn debutó en el cine en 1980 con Return of the Secaucus Seven, la primera película dirigida por John Sayles. Ambos se conocieron cuando estudiaban en la universidad de Williams. Strathairn ha aparecido en siete películas de Sayles, en papeles de mayor o menor importancia. Sin embargo, su reconocimiento por parte del gran público llegó en 2005, de la mano de su papel protagonista en el film dirigido por George Clooney Buenas noches, y buena suerte. También es conocido por interpretar el personaje de Klaes Ashford en la serie de ciencia ficción The Expanse de PrimeVideo.

## Filmografía

### Cine
| Año  | Título                               | Papel                          | Notas |
| ---- | ------------------------------------ | ------------------------------ | --- |
| 1980 | Return of the Secaucus 7             | Ron Desjardins                 | |
| 1983 | Lovesick                             | Marvin Zuckerman               | |
| 1983 | Silkwood                             | Wesley                         | |
| 1984 | Iceman                               | Dr. Singe                      | |
| 1984 | The Brother from Another Planet      | Hombre de negro                | |
| 1985 | When Nature Calls                    | Weejun                         | |
| 1986 | At Close Range                       | Tony Pine                      | |
| 1987 | Matewan                              | Jefe de policía Sid Hatfield   | |
| 1988 | Stars and Bars                       | Charlie                        | |
| 1988 | Call Me                              | Sam                            | |
| 1988 | Eight Men Out                        | Eddie Cicotte                  | |
| 1988 | Dominick and Eugene                  | Martin                         | |
| 1989 | The Feud                             | El desconocido                 | |
| 1990 | Memphis Belle                        | Coronel Craig Harriman         | |
| 1991 | City of Hope                         | Asteroid                       | Independent Spirit Award for Best Supporting Male |
| 1992 | Big Girls Don't Cry... They Get Even | Keith                          | |
| 1992 | A League of Their Own                | Ira Lowenstein                 | |
| 1992 | Bob Roberts                          | Mack Laflin                    | |
| 1992 | Sneakers (Los fisgones)              | Erwin 'Whistler' Emory         | |
| 1992 | Passion Fish                         | Rennie                         | Nominado – Independent Spirit Award for Best Supporting Male |
| 1993 | Lost in Yonkers                      | Johnny                         | |
| 1993 | The Firm                             | Ray McDeere                    | |
| 1993 | A Dangerous Woman                    | Getso                          | |
| 1994 | Río salvaje                          | Tom Hartman                    | |
| 1995 | Losing Isaiah                        | Charles Lewin                  | |
| 1995 | Dolores Claiborne                    | Joe St. George                 | |
| 1995 | Home for the Holidays                | Russell Terziak                | |
| 1996 | Mother Night                         | Teniente Bernard B. O'Hare     | |
| 1997 | Song of Hiawatha                     | Marcel                         | |
| 1997 | L.A. Confidential                    | Pierce Morehouse Patchett      | Nominado – Screen Actors Guild Award for Outstanding Performance by a Cast in a Motion Picture |
| 1997 | Bad Manners                          | Wes                            | |
| 1998 | The Climb                            | Earl Himes                     | |
| 1998 | With Friends Like These...           | Armand Minetti                 | |
| 1998 | Simon Birch                          | Reverendo Russell              | |
| 1998 | Meschugge                            | Charles Kaminski               | |
| 1999 | El sueño de una noche de verano      | Theseus                        | |
| 1999 | Limbo                                | "Jumpin Joe" Gastineau         | Nominado – Independent Spirit Award for Best Male Lead |
| 1999 | A Map of the World                   | Howard Goodwin                 | |
| 2000 | A Good Baby                          | Truman Lester                  | |
| 2000 | Harrison's Flowers                   | Harrison Lloyd                 | |
| 2001 | Relative Evil                        | Dr. Charlie                    | a.k.a. Ball in the House |
| 2002 | Speakeasy                            | Bruce Hickman                  | |
| 2002 | Blue Car                             | Auster                         | |
| 2004 | Twisted                              | Dr. Melvin Frank               | |
| 2005 | The Notorious Bettie Page            | Estes Kefauver                 | |
| 2005 | Missing in America                   | Henry                          | |
| 2005 | Buenas noches, y buena suerte        | Edward R. Murrow               | Gransito Movie Award for Best Actor Volpi Cup for Best Actor Women Film Critics Circle Award for Best Actor Nominado – Academy Award for Best Actor Nominado – BAFTA Award for Best Actor in a Leading Role Nominado – Broadcast Film Critics Association Award for Best Actor Nominado – Broadcast Film Critics Association Award for Best Cast Nominado – Chicago Film Critics Association Award for Best Actor Nominado – Golden Globe Award for Best Actor – Motion Picture Drama Nominado – Independent Spirit Award for Best Male Lead Nominado – Satellite Award for Best Actor – Motion Picture Drama Nominado – Screen Actors Guild Award for Outstanding Performance by a Cast in a Motion Picture Nominado – Screen Actors Guild Award for Outstanding Performance by a Male Actor in a Leading Role |
| 2006 | The Shovel                           | Paul Mullin                    | Cortometraje |
| 2006 | Heavens Fall                         | Juez James Horton              | |
| 2006 | We Are Marshall                      | Donald Dedmon                  | |
| 2007 | The Sensation of Sight               | Finn                           | También productor |
| 2007 | Steel Toes                           | Danny Dunckelman               | |
| 2007 | Fracture                             | Fiscal de distrito Joe Lobruto | |
| 2007 | Racing Daylight                      | Henry Becker/Harry Stokes      | |
| 2007 | El ultimátum de Bourne               | Noah Vosen                     | |
| 2007 | My Blueberry Nights                  | Arnie Copeland                 | |
| 2007 | Matters of Life and Death            | Mr. Jennings                   | |
| 2007 | Trumbo                               | Readings                       | |
| 2008 | Las crónicas de Spiderwick           | Arthur Spiderwick              | |
| 2009 | The Uninvited                        | Steven                         | |
| 2009 | Cold Souls                           | Dr. Flintstein                 | |
| 2009 | The People Speak                     | Él mismo                       | Documental |
| 2009 | Odysseus in America                  | Narrador                       | |
| 2010 | Howl                                 | Ralph McIntosh                 | |
| 2010 | La tempestad                         | Alonzo, rey de Nápoles         | |
| 2010 | The Whistleblower                    | Peter Ward                     | |
| 2012 | El legado de Bourne                  | Noah Vosen                     | |
| 2012 | Lincoln                              | William Seward                 | |
| 2014 | Godzilla                             | Almirante Stenz                | |
| 2015 | El nuevo exótico Hotel Marigold      | Ty Burley                      | |
| 2015 | The Gettysburg Address               | Ralph Waldo Emerson            | |
| 2015 | Louder Than Bombs                    |                                | |
| 2020 | Nomadland                            | Dave                           | |
| 2021 | El callejón de las almas perdidas    | Pete                           | |
| 2022 | La chica salvaje                     | Tom Milton                     | |

## Premios y nominaciones
Óscar
| Año  | Categoría   | Película                      | Resultado |
| ---- | ----------- | ----------------------------- | --------- |
| 2006 | Mejor actor | Buenas noches, y buena suerte | Nominado  |

Globo de Oro
| Año  | Categoría           | Película                      | Resultado |
| ---- | ------------------- | ----------------------------- | --------- |
| 2006 | Mejor actor - Drama | Buenas noches, y buena suerte | Nominado  |

Premios BAFTA
| Año  | Categoría   | Película                      | Resultado |
| ---- | ----------- | ----------------------------- | --------- |
| 2005 | Mejor actor | Buenas noches, y buena suerte | Nominado  |

Premios del Sindicato de Actores
| Año  | Categoría     | Película                      | Resultado |
| ---- | ------------- | ----------------------------- | --------- |
| 2005 | Mejor reparto | Buenas noches, y buena suerte | Nominado  |
| 2005 | Mejor actor   | Buenas noches, y buena suerte | Nominado  |
| 1997 | Mejor reparto | L.A. Confidencial             | Nominado  |

Satellite Awards
| Año  | Categoría           | Película                      | Resultado |
| ---- | ------------------- | ----------------------------- | --------- |
| 2005 | Mejor Actor - Drama | Buenas noches, y buena suerte | Nominado  |

Festival Internacional de Cine de Venecia
| Año  | Categoría                 | Película                      | Resultado |
| ---- | ------------------------- | ----------------------------- | --------- |
| 2006 | Copa Volpi al mejor actor | Buenas noches, y buena suerte | Ganador   |